# Халіфатан
Халіфатан (перс. خلیفتان) — село в Ірані, входить до складу дехестану Ровзех-Чай у Центральному бахші шахрестану Урмія провінції Західний Азербайджан.